# كيني ريان
كيني ريان (بالإنجليزية: Kenny Ryan)‏ هو لاعب هوكي الجليد أمريكي، ولد في 10 يوليو 1991 في فرانكلين في الولايات المتحدة.

## وصلات خارجية
- كيني ريان على موقع دوري الهوكي الوطني (الإنجليزية)
- كيني ريان على موقع EliteProspects.com (الإنجليزية)
- كيني ريان على موقع HockeyDB.com (الإنجليزية)